# Pierre Antoine François Huber
Pour les articles homonymes, voir Huber.
Pierre François Antoine Huber, né le 20 décembre 1775 à Saint-Wendel dans l'électorat de Trèces et mort le 26 avril 1832 à Paris, est un général français de la Révolution, de l’Empire et la Restauration.

## Biographie

### Du volontaire au sous-lieutenant
Enrôlé volontaire dans le 1er régiment de chasseurs à cheval le 13 août 1793, il fait les campagnes de 1793, ans II, III, IV et V, à l'armée de Sambre-et-Meuse. Brigadier le 5 thermidor an II, il se fait remarquer le 27 fructidor an III au combat d'Anelshorn, se trouve le 16 prairial an IV à la bataille d'Altenkirchen et est blessé d'un coup de sabre à la figure le 29 thermidor suivant à l'affaire de Bamberg. Il combat à Liptengen le 8 germinal an V et devient brigadier-fourrier le 30 prairial de la même année. Passé à l'armée du Rhin, il est nommé maréchal des logis le 1er vendémiaire an VI et maréchal des logis-chef le 23 floréal suivant ; il se trouve au passage du Rhin le 5 floréal an VIII, devient adjudant sous-officier le 12 prairial suivant et se signale au combat d'Ober-Batzheim le 16 du même mois.
Il est mis à l'ordre du jour de l'armée pour sa conduite à Hohenlinden le 12 frimaire an IX, et se fait encore remarquer le 28 du même mois au combat de Lambach où il est atteint d'un coup de feu au pied droit. À Schwanenstadt, l'ennemi, pour retarder la marche de l'armée française, a mis le feu à un pont sur le Voogt ; aussitôt qu'il s'en aperçoit, Huber, accompagné par l'autre adjudant, se précipite dans l'eau et parvient, malgré une grêle de balles et de mitraille, à éteindre le feu et à conserver ce passage. Rentré en France après la paix, il tient garnison à Verdun pendant les ans X et XI, est promu sous-lieutenant provisoire le 2 messidor an X et confirmé dans ce grade le 9 nivôse an XI.

### Sous l'Empire
Employé au camp de Bruges les ans XII et XIII, Huber est créé membre de la Légion d'honneur le 26 frimaire an XII et fait les campagnes d'Autriche, de Prusse et de Pologne, de l'an XIV à 1807, avec la division de cavalerie du 3e corps de la Grande Armée. Il se distingue au combat de Lambach et au passage de la Traun le 10 brumaire an XIV ainsi qu'au combat de Mariazell le 17 du même mois. Le 10 frimaire suivant il est à Haag où il est blessé d'un coup de feu, et le lendemain, malgré sa blessure, il fait des prodiges de valeur à Austerlitz. Lieutenant au choix de corps le 10 juillet 1806 et confirmé dans ce grade par décret impérial du 31 juillet suivant, il devient adjudant-major le 3 décembre de la même année. Capitaine le 8 mars 1807 à la suite de la bataille d'Eylau, il passe au 22e régiment de chasseurs à cheval le 1er juillet 1809 et est employé à l'armée du Nord. Il fait les campagnes de 1810 et 1811 en Espagne et en Portugal, où il mérite le grade de chef d'escadron qui lui est conféré le 18 juillet 1811.
Aide de camp du général de division Montbrun le 23 mars 1812, Huber prend part à la campagne de Russie et est blessé d'un coup de biscaïen à l'omoplate gauche. Colonel le 11 mars 1813, officier de la Légion d'honneur le 13 septembre de la même année, il est créé baron de l'Empire le 15 août 1813 ; il fait la guerre d'Allemagne et la campagne de France. Commandeur de la Légion d'honneur le 25 février 1814 et général de brigade le 15 mars suivant, il est mis en non-activité le 1er septembre de la même année et est nommé chevalier de Saint-Louis et inspecteur-adjoint à l'inspecteur de cavalerie de la division militaire au mois de décembre. Après le retour de l'île d'Elbe, un décret impérial du 30 mai 1815 confie au baron Huber le commandement de la 1re brigade de cavalerie du IIe corps de l'armée du Nord, avec laquelle il fait la campagne de Belgique.

### Au service du roi

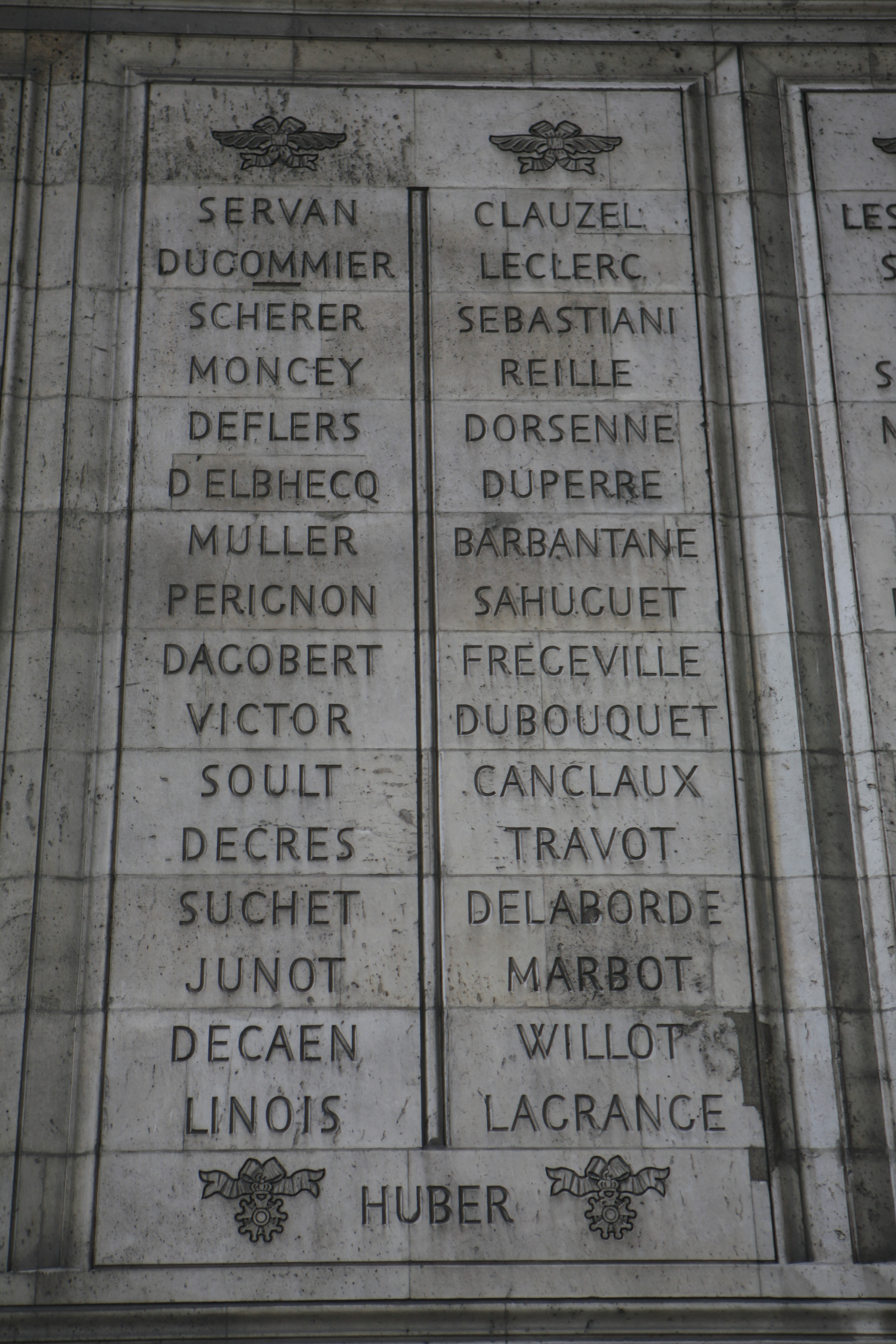
Noms gravés sous l'arc de triomphe de l'Étoile : pilier Sud, 33e et.

Rentré dans sa position de non-activité le 1er septembre suivant, Huber est employé à l'inspection de cavalerie dans la 14e division militaire le 19 octobre 1815. Compris dans le cadre d'activité de l'état-major général de l'armée le 30 décembre 1818, il est nommé inspecteur général de cavalerie dans la 3e division militaire le 16 juin 1819. Appelé au commandement de la 1re brigade de la 8e division au 3e corps de l'armée des Pyrénées le 12 avril 1823, il est nommé grand officier de la Légion d'honneur le 13 juillet, obtint le grade de lieutenant-général le 8 août et reçoit la plaque de 4e classe de l'ordre de Saint-Ferdinand d'Espagne le 23 novembre de la même année. Rentré en France à la fin de cette campagne, et mis en disponibilité le 5 janvier 1824, il est admis à la retraite le 17 décembre 1826. Le général Huber meurt le 25 avril 1832. Son nom figure sur l'arc de triomphe de l'Étoile, côté Ouest.